# 子鹿物語 (アニメ)
『子鹿物語 THE YEARLING』は、1983年11月8日から1985年1月29日まで、NHK総合テレビジョンで毎週火曜19:30 - 19:58（JST）に全52話が放送された、講談社とエムケイ制作のテレビアニメである。

## 概要
アメリカの作家マージョリー・キナン・ローリングスによる同名小説を原作としており、制作は原作の翻訳書を当時出版していた講談社とエムケイである。
オープニング・エンディングは当時としては珍しく、作画工程をコンピュータグラフィックス（CG）で自動作成するとともにデジタル彩色を実用化したデジタルアニメで製作された。特に第2話に関しては、世界初となる全編がフルデジタルで製作されたため、最初期のデジタルアニメとして知られる。そのCG製作には、制作会社エムケイの関連会社として当時存在していたジャパン・コンピュータ・グラフィック・ラボ（JCGL）が担当した。それ以外はセルアニメ製作だが、通常より多い1話に1万2千枚のセルを使用し製作されている。
本放送時には、AパートとBパートの間のインターミッション部分に、実写による自然・生態系のドキュメンタリー映像が挿入されていた。
放映当時、1946年の映画制作によって原作の映像化権利を有していたMGMとのライセンス契約を講談社が締結して放映されたため、オープニングテーマのクレジットの最初に、原作者名と併せてMGM映画のオープニングで知られる「レオ・ザ・ライオン」ロゴが表記されている（1996年のアニメ『名犬ラッシー』もMGMが『子鹿物語』に先だって映像化した作品であるため、ライセンスについてエンディングクレジットで英文表記されている）。テレビアニメ版の共同提供は、ワーナー ブラザース ジャパンと講談社が担当している。
1990年にはNHK衛星第2テレビジョンの「衛星アニメ劇場」枠にて再放送され、1995年にCSのLET'S TRYチャンネル（現：ヒストリーチャンネル）での放送以降は、現在まで再放送が一度も行われていない。また、ソフト化に関しては1990年に全話収録のVHS（全13巻）がNHKの通信販売限定で発売されたのみであり、現在では視聴が困難な作品となっている。
フォダウィング役は当初野沢雅子が演じる予定だったが、仕事がダブルブッキングしていることが収録前日に判明したことから演じられなくなったため、急遽戸田恵子に変更された。

## 声の出演
- ジョデイ・バクスター：太田淑子[6]
- フォダウィング・フォレスター：戸田恵子
- ペニー・バクスター：小林昭二
- オリィ・バクスター：武藤礼子
- トゥインク・ハットウ：増山江威子
- ウィルソン先生：久保晶
- パック：増岡弘
- ミルホイール：加藤治
- レム：龍田直樹
- ギャビィ：山田俊司
- フォレスタ：北村弘一[6]
- フォレスタの妻：沼波輝枝[6]
- エラリー・ボイルズ：高田由美
- ボイルズ：広瀬正司
- ハットウおばさん：好村俊子

## スタッフ
- 原作：マージョリー・キナン・ローリングス
- 監督：おおすみ正秋
- 脚本：雪室俊一、馬嶋満、多地映一、吉川惣司
- 絵コンテ・演出：奥田誠治、黒川文男、浦井恭、千葉佳子、蔭山康生、岩崎宏、小島多美子、小華和ためお、池野文雄、山田勝久、吉川惣司、森田浩光、平田敏夫、大関雅幸、腰繁男、辻伸一、大町繁、真砂智康
- 設定：小林七郎
- 設定資料：中村和芳
- キャラクターデザイン：関修一
- 作画監督：関修一、こさこ吉重、百瀬義行、辻伸一、小田部羊一、北島信幸、吉田利喜、小原秀一、森田浩光、津田典和、高橋達夫、柳瀬譲二、福山政敏
- 音響監督：山田悦司
- 選曲：東上別府精
- 整音：小野敦志、堀内勉
- 効果：フィズサウンドクリエイション
- 録音：東北新社
- 音楽：すぎやまこういち、神山純一
- タイトル：奥泉元晟、道川昭
- 編集：尾形治敏
- 現像：東京現像所
- 企画：伊藤章彦、金子満
- プロデューサー：広田義朗、渡辺忠美、石黒光一
- アニメーション制作：ビジュアル80
- 制作協力：エムケイ
- 制作：講談社
- Produced in Association with（制作提携）：MGM/UA Entertainment Co. Television Distribution

## 主題歌
オープニングテーマ - 「ハロートゥモロー」
作詞 - 山川啓介 / 作曲・編曲 - すぎやまこういち / 歌 - 戸田恵子（キャニオン・レコード）
『みんなのうた』でも1983年8月・9月に放送された。『スプーンおばさん』の「リンゴ森の子猫たち」と同じく映像はアニメ。この実績から、2008年にポニーキャニオンより発売された2枚組CD『決定盤 NHKみんなのうた』に収録されている。
エンディングテーマ - 「空から星が降りてくる」
作詞 - 山川啓介 / 作曲・編曲 - すぎやまこういち / 歌 - 高梨雅樹（キャニオン・レコード）

## 各話リスト
| 話数 | 放送日         | サブタイトル               |
| ---- | -------------- | -------------------------- |
| 1    | 1983年 11月8日 | 子鹿に会った日             |
| 2    | 11月15日       | 鳥になった親友             |
| 3    | 11月22日       | ぼくたちの先生             |
| 4    | 11月29日       | 町から森へ                 |
| 5    | 12月6日        | 世界一小さな教室           |
| 6    | 12月20日       | 雨の日が日曜日             |
| 7    | 1984年 1月10日 | 家出犬ダッシュ             |
| 8    | 1月17日        | 大きな木の小さな家         |
| 9    | 1月24日        | トゥインク先生馬にのる     |
| 10   | 1月31日        | イノシシ坊や               |
| 11   | 2月7日         | ぼくのおとうと             |
| 12   | 2月14日        | 瞳のなかの風車             |
| 13   | 2月21日        | 出席をとられたフラッグ     |
| 14   | 2月28日        | 二人の残されぼうず         |
| 15   | 3月6日         | ハシカをありがとう         |
| 16   | 3月13日        | 生き返りパーティー         |
| 17   | 4月3日         | ボストンからの宿題         |
| 18   | 4月10日        | ボストンだってアメリカだ   |
| 19   | 4月17日        | 小さなふたりの大学生       |
| 20   | 4月24日        | 夢のなかの噴水             |
| 21   | 5月8日         | ボストン発フラッグゆき     |
| 22   | 5月15日        | バックにいさんのネックレス |
| 23   | 5月22日        | いたずらフラッグ           |
| 24   | 5月29日        | エラリーのペット           |
| 25   | 6月5日         | まぼろしの隣の家           |
| 26   | 6月12日        | 町からきた少年             |
| 27   | 6月26日        | 雨を呼ぶポスト             |
| 28   | 7月3日         | あらしの中の３人           |
| 29   | 7月10日        | 小さな冒険旅行             |
| 30   | 7月17日        | ぼくがあにきでおとうとで   |
| 31   | 7月24日        | 森の花嫁さん               |
| 32   | 7月31日        | オオカミになったお父さん   |
| 33   | 8月14日        | 十二匹の子熊               |
| 34   | 8月28日        | 消された贈りもの           |
| 35   | 9月4日         | スルーフットとの対決       |
| 36   | 9月11日        | ひとりオオカミ             |
| 37   | 9月18日        | 十一歳の老犬               |
| 38   | 9月25日        | 母さんの演奏会             |
| 39   | 10月2日        | ジョディが荒馬に乗った日   |
| 40   | 10月9日        | 大人になりたくない         |
| 41   | 10月16日       | エラリーに春の風           |
| 42   | 10月30日       | フラッグと灰色の子ギツネ   |
| 43   | 11月13日       | 夜空の太陽                 |
| 44   | 11月20日       | ぼくたちは名付け親         |
| 45   | 11月27日       | さよならの汽笛             |
| 46   | 12月4日        | よろこび二倍 かなしみ半分  |
| 47   | 12月11日       | 二歳からの親友             |
| 48   | 12月18日       | 幻のスペイン人             |
| 49   | 12月25日       | 消えたとうもろこし畑       |
| 50   | 1985年 1月8日  | 空かけるフォダウィング     |
| 51   | 1月22日        | フォダウィングの贈り物     |
| 52   | 1月29日        | 虹のなかのフラッグ         |

## 書籍
- 『NHKテレビ名作 子鹿物語』山口俊子構成、1984年、講談社NHKブックス - アニメを再構成したテレビ絵本。全5巻。